# Vitali Davydov
Vitali Semjonovitsj Davydov (Russisch: Виталий Семёнович Давыдов) (Moskou, 3 april 1939) is een Sovjet-Russisch ijshockeyer. Davydov speelde als verdediger.
Davydov won tijdens de Olympische Winterspelen 1964, Olympische Winterspelen 1968 en Olympische Winterspelen 1972 de gouden medaille, de eerste twee olympische waren tevens wereldtitels.
Davydov werd tussen 1963 en 1971 negen keer op rij wereldkampioen.
Davydov kwam gedurende zijn gehele carrière uit voor HC Dinamo Moskou.
Davydov zijn zoon Jevgeni werd met het Gezamenlijk team in 1992 olympisch kampioen.